# Bersama
Bersama es un género de pequeños árboles con 82 especies pertenecientes a la familia Melianthaceae.  El género se distribuye por África por el sub desierto de Sahara.

## Especies seleccionadas
- Bersama abyssinica, Fresen.
- Bersama acutidens
- Bersama andongensis
- Bersama angolensis
- Bersama bolamensis
- Bersama chippii
- Bersama chloroleuca
- Bersama coriacea
- Bersama swynnertonii, Baker f.